# 帕特里克·赫恩奎斯特
帕特里克·赫恩奎斯特（瑞典語：Patric Hörnqvist，1987年1月1日—），瑞典男子冰球运动员，场上位置是前锋。他曾代表瑞典国家队参加2010年冬季奥林匹克运动会冰球比赛，获得第5名。